# Ocampo, Michoacán de Ocampo
Ocampo är en ort i Mexiko.   Den ligger i kommunen Ocampo och delstaten Michoacán de Ocampo, i den södra delen av landet, 130 km väster om huvudstaden Mexico City. Ocampo ligger 2 305 meter över havet och antalet invånare är 3 217.
Terrängen runt Ocampo är lite bergig. Runt Ocampo är det ganska tätbefolkat, med 222 invånare per kvadratkilometer. Närmaste större samhälle är Heróica Zitácuaro, 16,4 km söder om Ocampo. I omgivningarna runt Ocampo växer i huvudsak blandskog.